# Emberiza alcoveri
Emberiza alcoveri — вимерлий вид горобцеподібних птахів родини вівсянкових (Emberizidae), що існував на Канарських островах. Сім викопних скелетів цього птаха знайдено  у вулканічній печері Куева-дель-В'єнто на острові Тенерифе. Це був нелітаючий птах з довгими ногами та короткими крилами. Тіло було більшим за сучасних вівсянок. Вимер близько 2 тис років тому з появою на острові людей.